# Rockman.exe: Operate Shooting Star
Rockman.exe: Operate Shooting Star (ロックマン エグゼ オペレート シューティングスター Rokkuman Eguze Opereto Sutin Suta?) es un videojuego japonés para la plataforma Nintendo DS publicado por Capcom el 2009. Fue creado para conectar las dos sagas: Rockman.exe (ロックマン エグゼ o Rokkuman Eguze), en inglés MegaMan Battle Network, y Shooting Star Rockman (流星のロックマン o Shutingu Suta Rokkuman), llamado MegaMan Star Force en la versión inglesa.

## Argumento
Netto Hikari está siguiendo los pasos de World Three y descubre que un misterioso Net Navi llamado Shooting Star Rockman ha ingresado en la red. Intrigado por los parecidos con su propio Navi Rockman.exe, decide darle batalla, descubriendo que es una versión apenas mejorada de Exe, y que además no es un Navi sino un humano llamado Subaru Hoshikawa, proveniente del futuro, fusionado con un alien llamado WarRock. Los dos Rockman se hacen amigos.
Más tarde los Rockman ven un círculo donde aparecen Roll y HarpNote (Misora Hibiki), una amiga de Subaru. Exe y Subaru las siguen. Exe entra primero al círculo, pero Subaru no logra llegar antes de que se bloquee y aparezca un Navi llamado Clockman. Shooting Star Rockman escapa, y acepta ser operado por Netto. Derrotan a Clockman, salvan a las chicas y Subaru y HarpNote se van juntos. Pero antes de esto, Subaru le entrega a Netto un chip que le permite invocarlo cuando lo necesite.
De vuelta en su labor original, Netto se entera de que Wily, el líder de World Three, ha creado el Life Virus, un virus supremo que según él podrá acabar con Rockman. Así que Netto y Rockman localizan la base de Wily, pelean con el Life Virus, y gracias al chip de Shooting Star Rockman, logran vencerlo.
- Datos: Q4922305